# 303 Search and Rescue Squadron
Het 303 Search and Rescue (SAR) Squadron was de reddingseenheid van de Nederlandse Koninklijke Luchtmacht. Tussen de oprichting in 1959  en de opheffing in 2015 heeft het meer dan 5385 spoedeisende en levensreddende vluchten uitgevoerd.

## Geschiedenis
Om de bemanningen te kunnen redden wanneer deze met hun vliegtuig in de problemen waren geraakt, richtte de Koninklijke Luchtmacht in 1959 een eigen reddingseenheid op. De eenheid behoorde in deze beginperiode tot het 298 squadron met als thuisbasis Vliegveld Ypenburg, bij Den Haag. Bij de ingebruikname van de eerste helikopter, de Alouette II, krijgt het squadron er een extra taak bij: Tactical Air Rescue. Na de invoering van de grotere en snellere Alouette III en de verhuizing naar Vliegbasis Soesterberg in 1968 verviel dit werk. Er kwamen twee nieuwe taken: het vervoeren van leden van het Koninklijk Huis en luchtfotografie. Aangezien het werkterrein zich vooral bevond rond de militaire schietranges op Terschelling en Vlieland, verhuisde men in 1977 naar Vliegbasis Leeuwarden. Vanwege de beperkte bereikbaarheid van de Waddeneilanden en de (bijna) constante beschikbaarheid van de reddingshelikopter werd het squadron regelmatig ingezet voor het vervoer van spoedeisende patiënten naar het vasteland. Met de invoering in 1994 van de grotere, moderne helikopter Agusta Bell 412-Special Performance (Agusta AB412) nam de kwaliteit van de wijze van patiëntenvervoer toe waardoor dit kon uitgroeien tot een van de hoofdtaken. Op 15 januari 2015 heeft defensie met militair ceremonieel afscheid genomen van het 303 Search and Rescue squadron. De search en rescue taken zijn overgenomen door Noordzee Helikopters Vlaanderen (NHV).

## Taken
Het 303 Search and Rescue Squadron had een drietal taken:

### Redden van militaire luchtvaartbemanningen
Dit is al sinds de oprichting van het squadron de hoofdtaak. Dankzij het betrouwbaarder en veiliger worden van gevechtsvliegtuigen komen deze reddingen weliswaar minder vaak voor, maar met het toenemend aantal helikopters zijn er dagelijks meer bemanningen in de lucht.

### Patiëntenvervoer
Door het groeiend aantal toeristen op de Waddeneilanden en de beperkte bootverbinding met het vasteland worden de helikopters steeds vaker ingezet voor spoedeisend patiëntenvervoer, in 2008 bijna 200 keer. Vanaf speciale helikopter-landingsplaatsen op ieder Waddeneiland brengt de helikopter een patiënt in een kwartier naar een ziekenhuis in Friesland of Groningen. De verpleegkundige of arts kan tijdens een vlucht beschikken over dezelfde medische apparatuur als in een ambulance.

### Search and Rescue
Naast het redden van luchtvaartbemanningen kan de Kustwacht de eenheid inzetten voor andere reddingsacties, zowel op het water als op het land. In zo'n geval zal de AB 412-helikopter meestal tegelijk worden ingezet met een traumahelikopter. Daarnaast is het ook mogelijk dat een regionale meldkamer een beroep doet op het squadron ten behoeve van zoekacties en hulpverlening.

## Helikopterspecificaties Agusta Bell 412
- Lengte: 17,10 meter
- Hoogte:  4,60 meter
- Breedte: 2,80 meter
- Motoren: Pratt & Whitney PT6T-3B Twinpac
- Vermogen: 1600 pk
- Kruissnelheid: 220 km/h
- Endurance: 3 uur
- Registratie-nummers: R-01, R-02, R-03
- Callsign: Gannet (tijdens normale operaties), Rescue Pedro (tijdens SAR)

## Apparatuur

### Ten behoeve van reddingen
- 1600 watt Nightsun zoeklicht
- Nachtkijker (gebruikt door cabine-personeel)
- Homing (geeft richting en afstand van noodbaken weer)
- Autopiloot met zoekpatronen

### Ten behoeve van patiëntenvervoer
- LifePack
- Defibrillator
- Zuurstof (10 liter)
- Standaard ambulance-brancard

### Communicatie en navigatie
- VHF, UHF, Marifoon en C2000
- VOR, ILS, TACAN, ADF, R-NAV
- Dual Helipilot (SAS- en ATT-mode)
- Autopiloot voor hoogte, snelheid, richting, VOR, localiser en glide-slope

## Toekomst
De Koninklijke Luchtmacht heeft in eerste instantie besloten dat alle taken van het 303 Search and Rescue Squadron in de toekomst met de nieuwe NH-90-helikopter zullen worden uitgevoerd. De maritieme variant van deze helikopter wordt gestationeerd op Marinevliegkamp de Kooy in Den Helder. Doordat deze helikopter te zwaar is om op de landingsplatforms van de meeste ziekenhuizen te landen, is het echter technisch onmogelijk dat Defensie met deze helikopter het patiëntenvervoer voor zijn rekening blijft nemen. Echter in 2014 heeft het ministerie van defensie besloten dat ook search and rescue geen kerntaak van de luchtmacht is en heeft besloten over te gaan naar opheffing van het squadron.